# Audi Typ T
Der Audi Typ T – oder Audi Dresden – ist ein Pkw der oberen Mittelklasse mit Sechszylindermotor, den die Audiwerke in Zwickau 1931 als kleinere Ausführung des bereits 1929 präsentierten Achtzylinder-Typs SS herausbrachten.

## Modellgeschichte und Technik
Der Typ T war der zweite neue Audi-Pkw nach der Übernahme des Werkes durch die Zschopauer Motorenwerke J. S. Rasmussen AG (DKW). Das Fahrzeug hat einen seitengesteuerten Reihenmotor mit 3,8 Litern Hubraum vorn eingebaut. Er leistet 75 PS (55,2 kW) bei 3000/min und treibt über ein Viergang-Getriebe mit Schalthebel in der Wagenmitte die Hinterräder. Die Motoren waren US-amerikanische Konstruktionen und wurden im DKW-Zweigwerk Scharfenstein hergestellt, wo die Zschopauer Motorenwerke mit aufgekauften Maschinen des ehemaligen US-Unternehmens Rickenbacker Motor Company eine neue Fertigung aufgestellt hatte. Der Wagen hat zwei blattgefederte Starrachsen und hydraulisch betätigte Vierradbremsen. Er wurde als viertürige Limousine oder zweitüriges Cabriolet angeboten.
Bis 1932 wurden nur 76 Fahrzeuge hergestellt, da der Wagen für seine Fahrleistungen zu teuer und zudem unzuverlässig war und sich daher schlecht verkaufen ließ.

## Technische Daten
| T (15/75 PS)          | T (15/75 PS)                             |
| --------------------- | ---------------------------------------- |
| Baujahre              | 1931–1932                                |
| Aufbauten             | L4, Cb2                                  |
| Motor                 | Reihen-Sechszylinder-Viertakt-Ottomotor  |
| Ventilsteuerung       | SV-Ventilsteuerung (seitengesteuert)     |
| Bohrung × Hub         | 3,25 in (82,55 mm) × 4,75 in (120,65 mm) |
| Hubraum               | 3838 cm³                                 |
| Nennleistung          | 75 PS (55,2 kW)                          |
| Höchstgeschwindigkeit | 100 km/h                                 |
| Leergewicht           | 1800 kg                                  |
| Bordspannung          | 12 V                                     |
| Länge                 | 4480 mm                                  |
| Breite                | 1780 mm                                  |
| Höhe                  | 1760 mm                                  |
| Radstand              | 3100 mm                                  |
| Spur vorn/hinten      | 1440 mm/1480 mm                          |

- L4 = 4-türige Limousine
- Cb2 = 2-türiges Cabriolet